# Gibbodon cenensis
Gibbodon cenensis es una especie monotípica del género extinto de peces Gibbodon. Los fósiles de G. cenensis se han recuperado en estratos del Triásico Superior de Cene, en Italia.

## Descripción
Era de tamaño pequeño y su longitud debía de estar comprendida entre los 3 y 6 cm. La forma del cuerpo era alta y aplanada lateralmente, y el perfil era redondeado. La cabeza era corta y alta y la abertura de la boca estaba dirigida hacia abajo. Los dientes frontales eran delgados y con puntas bífidas, mientras que las puntas de los dientes posteriores eran redondeadas. Los ojos eran bastante grandes. La parte delantera de la aleta dorsal era puntiaguda y creaba una especie de joroba alta en el medio del cuerpo. La aleta anal era de menor tamaño, mientras que la aleta caudal no estaba dividida en lóbulos. El cuerpo estaba protegido por escamas robustas, altas y estrechas.